# Mole Antonelliana
A Mole Antonelliana (pronuncia-se "môle", AFI: [/mole/]) é uma estrutura em alvenaria localizada na cidade de Turim, Itália, cuja construção se deu entre 1863 e 1897. Projetada pelo arquiteto Alessandro Antonelli, de onde seu nome provém, possui 167 metros de altura e deveria, originalmente, abrigar uma sinagoga.

## História
Desde sua criação, a comunidade hebraica de Turim desejava construir um templo, entretanto isso só se tornou possível após a liberalização do culto a religiões não católicas na Itália, no século Séc. XIX.

Havia para tal um pré-projeto, o qual foi levado a um arquiteto tão logo sua construção se tornou viável. Alessandro Antonelli ficou então encarregado de projetar e coordenar as obras da sinagoga. O arquiteto, entretanto, propôs uma série de modificações que acabaram por elevar consideravelmente os custos e tempo para a conclusão da obra. Dentre elas, a elevação da cúpula a 113 metros foi a mais notável, indo bem além dos 47 inicialmente previstos.

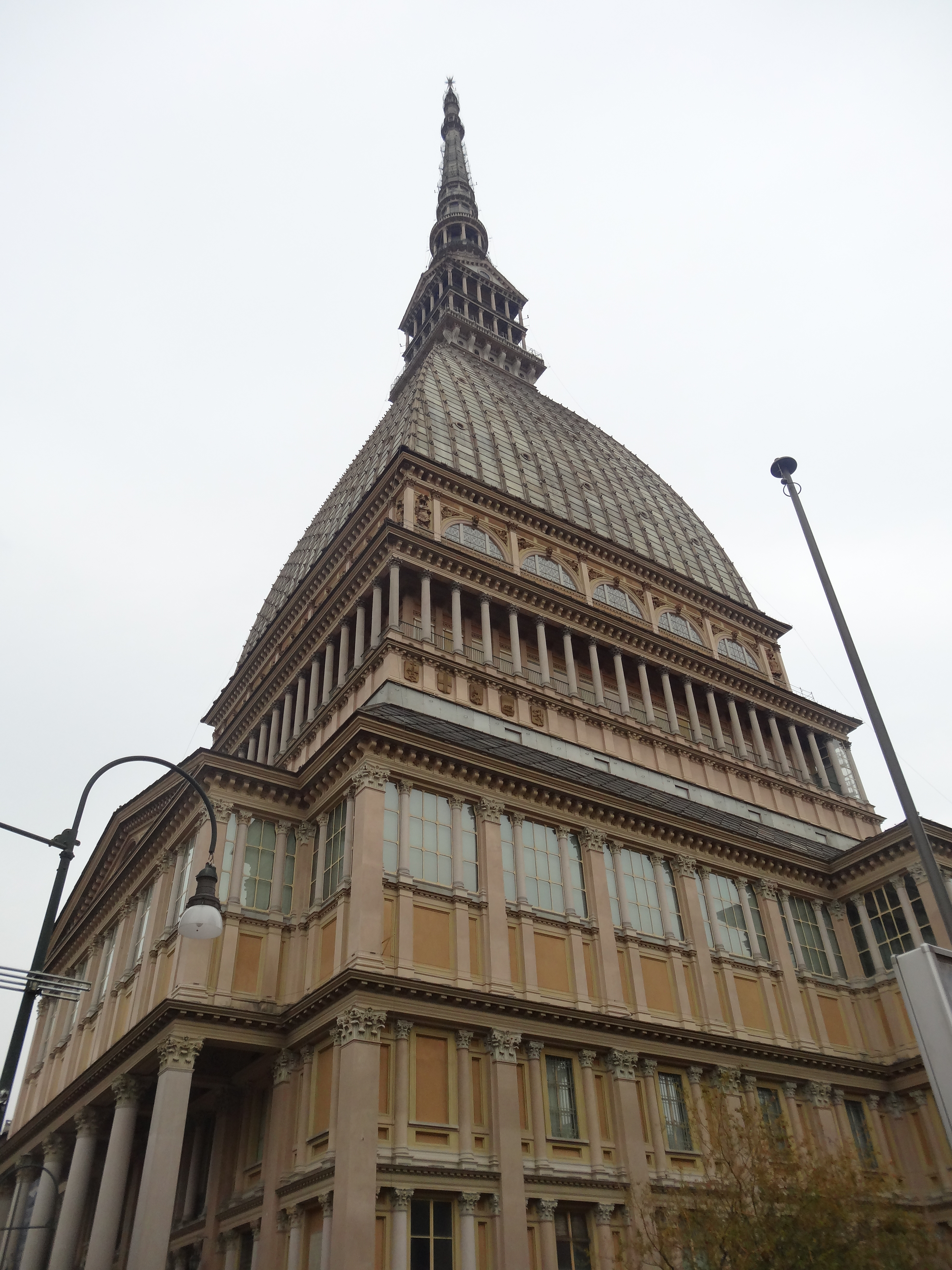
A Mole Antonelliana.

Iniciadas em 1863, as obras tiveram que ser interrompidas por questões financeiras seis anos depois, e um teto provisório foi então construído no lugar da cúpula. Em 1873, a prefeitura de Turim, interessada em dedicá-la ao rei Vitor Emanuel II, firmou um acordo com a comunidade judaica assumindo o prosseguimento da construção da Mole e cedendo um novo terreno para a construção de uma sinagoga. Antonelli, então, reassumiu seu posto e elevou as projeções da cúpula aos 167 metros que possui atualmente. Tal modificação a tornou no edifício em alvenaria mais alto da Europa.
Logo após sua conclusão, entretanto, a edificação sofreu de problemas estruturais devido às dimensões relativamente reduzidas de sua base em relação ao peso que deveria suportar. Além disso, o terreno sobre o qual se deu a construção havia sido ocupado por uma parte dos antigos muros da cidade, demolidas por Napoleão Bonaparte no início do Séc. XIX. Era possível, portanto, que o solo ainda não estivesse em condições de suportar a nova construção.
Antonelli trabalhou na Mole até a sua morte, em 1888, e a espécie de elevador acionado por roldanas que levava o já idoso arquiteto ao topo da construção havia se tornado lendária. O arquiteto, entretanto, não pode ver a conclusão das obras, que ocorreu sob o comando de seu filho Constanzo em 1897. Posteriormente, Annibale Rigotti decorou os interiores entre 1905 e 1908.
A história da Mole é permeada por acontecimentos infelizes. Em 1887, durante sua construção, um terremoto obrigou Antonelli a modificar o projeto para concluí-lo. Em 1904 o gênio alado colocado em sua extremidade (habitualmente confundido com um anjo) foi derrubado por um tornado, sendo substituído por uma estrela de cerca de quatro metros de diâmetro. Um novo tornado derrubou 47 metros da torre em 1953, a qual foi reconstruída somente 8 anos depois, desta vez em estrutura metálica revestida por pedras. Enormes arcos de cimento foram cogitados para ocupar o interior do edifício no intuito de estabilizá-lo. Entretanto, tal projeto desfiguraria completamente a construção, gerando uma desagradável sensação de claustrofobia. Além disso, alguns críticos argumentavam que uma estrutura excessivamente rígida provocaria um efeito negativo, pois reduziria sua capacidade de oscilar elasticamente.

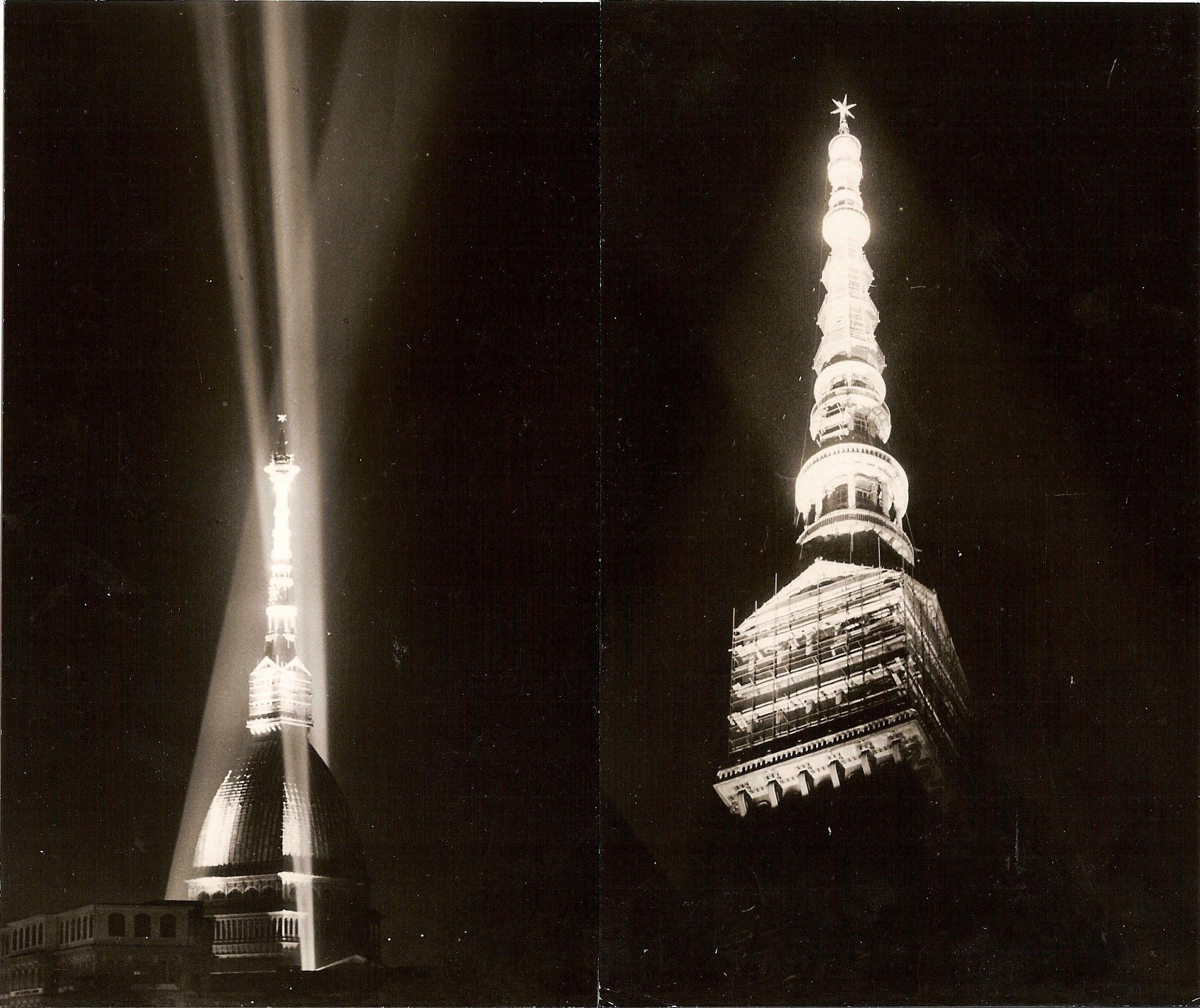
Projeto de Guido Chiarelli para a iluminação da Mole Antonelliana, 1961

Entre as décadas de 60 e 90, a Mole foi usada como mirante, graças ao elevador que leva seus visitantes a 70 metros acima do nível do solo, e para exposições temporárias. Após permanecer alguns anos fechada para a renovação do elevador (que hoje gasta 59 segundos para fazer seu percurso) e eliminação de parte dos arcos de cimento, a Mole Antonelliana é atualmente sede do Museu Nacional do Cinema italiano. O mesmo é composto por máquinas óticas pré-cinematográficas, peças provenientes dos set’s dos primeiros filmes italianos e outras relíquias, em uma disposição realmente sugestiva.
A Mole foi uma das primeiras construções iluminadas por pequenas chamas de gás, já no fim do Século XIX, e desde 1998, na ocasião da redefinição da iluminação externa e do nascimento da manifestação “Luci d’Artista” (Luzes de Artista, em tradução livre), nota-se uma instalação ao lado da cúpula chamada O voo dos números. Esta obra, criada por Mario Merz, é constituída pelos números do início da sequência de Fibonacci, que prosseguem em sucessão na direção do céu.